# Giá trị thời gian của tiền
Giá trị thời gian của tiền là một cách tính toán giải quyết một vài biến đơn trong một vấn đề tài chính. Nói một cách cụ thể hơn, đó là "tiền của hôm nay" luôn có giá hơn "tiền của ngày mai".
Ví dụ như thế này, bạn biết tin bạn sẽ nhận được một khoản tiền là 100.000.000 đồng. Bạn sẽ lựa chọn nhận tiền vào ngay lúc biết tin hay là 1 năm sau? Tùy bạn thôi, nhưng bạn thử suy nghĩ một chút. Nếu bạn nhận tiền ngay, bạn gửi vào ngân hàng với lãi suất 5%/năm, thì sau 1 năm, bạn không chỉ nhận lại là 100.000.000 mà là 105.000.000, đơn giản là vì bạn đã nhận 100.000.000 đồng tiền gốc cộng với 5.000.000 đồng tiền phát sinh do lãi suất 5%. Nhưng nếu bạn nhận tiền sau 1 năm biết tin, bạn chẳng những không nhận được tiền gốc và cũng chẳng nhận được tiền lãi, đơn giản là vì đã hết hạn và phải chờ thêm 1 năm nữa. Vậy thì rõ ràng, nhận tiền ngay sau biết tin sẽ có lợi hơn.